# Club Beisbol Viladecans
El Club Beisbol Viladecans (CB Viladecans) és un club de beisbol català de la ciutat de Viladecans.

## Història
El CB Viladecans es va fundar l'any 1945 amb la intenció de promoure la difusió del beisbol a Catalunya. Els primers anys els dedicà a portar a terme partits amistosos i realitzar activitats de promoció de l'esport. La primera competició oficial que disputà fou el 1954, assolint el 1957 proclamar-se campió del Trofeu Radio Ciudad de Barcelona.
El Club Beisbol Viladecans va ser un dels pocs clubs de beisbol que va sobreviure als difícils anys de la fi de l'època daurada d'aquest esport a Espanya a la vora de 1970. Amb la introducció de canals múltiples a la televisió i l'augment massiu de l'interes del públic en la Primera Divisió de la lliga espanyola de futbol que va eclipsar altres esports d'equip, molts clubs de beisbol no varen poder competir i varen desaparèixer.
L'any 1979 s'inicià la pràctica del softbol entre les dones, que es proclamen campiones d'Espanya júnior el 1986 i de lliga el 1992. L'equip masculí guanyà el 1982 per primera vegada el campionat d'Espanya sènior, anomenat aquells anys Copa del Rei. Fou l'inici d'una gran època de triomfs amb 19 títols consecutius de campió de la Copa del Rei. Amb la restauració de la Lliga espanyola de beisbol la temporada 1985-1986, el CB Viladecans inicia una hegemonia aclaparadora, amb 17 títol de Lliga consecutius fins a 2002.
A nivell internacional, el 2001 assolí la quarta posició a la Copa d'Europa Poll-A a Nettuno, Itàlia.
El 1987 s'inaugurà el Camp Municipal de Beisbol de Viladecans, on s'han desenvolupat, entre d'altres, els Jocs Olímpics del 1992, les Copes Intercontinentals del 1991 i 1997 i les Copes d'Europa del 1989, 1994 i 1998.
En l'actualitat el Club Beisbol Viladecans té una Escola Municipal i equips de Beisbol a les categories aleví, infantil, cadet, júnior, sènior B i 1a divisió; així com equips de softbol júnior i sènior.

## Palmarès
- Lliga espanyola de beisbol: 1982, 1983, 1984, 1985, 1986, 1987, 1988, 1989, 1990, 1991, 1992, 1993, 1994, 1995, 1996, 1997, 1998, 1999, 2000, 2001, 2002
- Copa espanyola de beisbol: 1982, 1983, 1984, 1985, 1986, 1987, 1988, 1989, 1990, 1991, 1992, 1993, 1994, 1995, 1996, 1997, 1998, 1999, 2000
- Lliga espanyola de softbol: 1992, 1997, 2000, 2001, 2002, 2003, 2004, 2005, 2006, 2007
- Copa espanyola de softbol: 1993, 1996, 1997, 2003, 2004, 2005, 2007
- Campionat de Catalunya de beisbol: 1982, 1983, 1984, 1985, 1987, 1988, 1989, 1990, 1991, 1992, 1993, 1994, 1995, 1999, 2010, 2019, 2022